# Прапор Новотроїцького району
Пра́пор Новотро́їцького райо́ну затверджений 29 січня 2015р. рішенням №842 XLVII сесії районної ради VI скликання.

## Опис
Прямокутне полотнище зі співвідношенням сторін 2:3 складається з двох рівношироких горизонтальних смуг – верхньої жовтої та нижньої зеленої; від древкового краю до середини полотнища відходить синій клин, на якому три білі 4-променеві зірки (розмах променів зірки становить 1/4 ширини полотнища).

## Історія

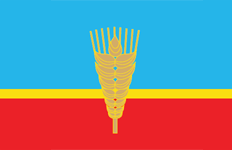
Прапор 1998-2015 років

Попередній прапор був затверджений рішенням № 64 від 25.11.1998 р. 4-ї сесії Новотроїцької районної ради XXIII скликання. Являв собою прямокутне полотнище із співвідношенням сторін 1:2, яке складається з трьох горизонтально розташованих смуг. У центрі — колос.
Верхня смуга — синього кольору, шириною 13/22 від загальної ширини прапора. Символізує миролюбний дружній характер і помисли новотройчан.
Середня смуга — жовтого кольору, шириною 1/22 від загальної ширини прапора. Колос — жовтого кольору, висотою 2/3 і товщиною 1/3 від ширини прапора. Середня смуга і колос символізують основне багатство району — зерно, хліб.
Нижня смуга — червоного кольору, шириною 1/22 від загальної ширини прапора. Символізує: приверженість новтотройчан колективізму, владі рад, пам'ять про героїчне і трагічне минуле нашого народу.